# Matlacuéyetl
Matlacuéyetl, eller La Malinche er en vulkan, der for tiden ikke er aktiv. Toppen strækker sig op til 4 503 meter over havets overflate, og den er regnes som den 6. højeste bjergtop i Mexico. Hvis den står den opført som 5, skyldes det at Sierra Negra nogle steder ikke er regnet med.[kilde mangler]
Navnet stammer fra "La Malinche" (spansk) "Malintzin" (nahuatl), som var navnet på den spanske erobrere Hernán Cortés' tolk og elskerinde.
| Bjerg | Spire Denne artikel om et bjerg eller en bjergkæde er en spire som bør udbygges. Du er velkommen til at hjælpe Wikipedia ved at udvide den. |

19°13′51″N 98°01′55″V / 19.2308°N 98.0319°V